# ريتشاردسون
ريتشاردسون (بالبرتغالية: Richardson Fernandes dos Santos‏) هو لاعب كرة قدم برازيلي، ولد في 17 أغسطس 1991 في ناتال في البرازيل. لعب مع كاشيوا ريسول.

## وصلات خارجية
- ريتشاردسون على موقع رابطة كرة القدم اليابانية للمحترفين (اليابانية)
- ريتشاردسون على موقع قاعدة بيانات كرة القدم.إي يو (الإنجليزية)
- ريتشاردسون على موقع Soccerway.com (الإنجليزية)
- ريتشاردسون على موقع عالم كرة القدم.نت (الإنجليزية)